# Ella Hall
Ella Hall,   (Hoboken, 17 marzo 1897 – Los Angeles, 3 settembre 1981), è stata un'attrice statunitense del cinema muto.

## Riconoscimenti
- Young Hollywood Hall of Fame (1908-1919)

## Filmografia
- Hot Stuff, regia di Mack Sennett - cortometraggio (1912)
- The School Teacher and the Waif, regia di D.W. Griffith - cortometraggio (1912)
- Parson Jim's Baby, regia di David Miles - cortometraggio (1913)
- Love in the Dark, regia di David Miles - cortometraggio (1913)
- Local Color, regia di David Miles - cortometraggio (1913)
- When Love Grows Up, regia di David Miles - cortometraggio (1913)
- Memories, regia di Phillips Smalley e Lois Weber - cortometraggio (1913)
- The Haunted Bride, regia di Phillips Smalley, Lois Weber - cortometraggio (1913)
- The Blood Brotherhood, regia di Phillips Smalley, Lois Weber - cortometraggio (1913)

- The Coward Hater, regia di Phillips Smalley e Lois Weber - cortometraggio (1914)

- The Weaker Sister, regia di Lois Weber - cortometraggio (1914)

- An Episode, regia di Phillips Smalley e Lois Weber - cortometraggio (1914)

- The Pursuit of Hate, regia di Lois Weber - cortometraggio (1914)
- Lost by a Hair, regia di Phillips Smalley, Lois Weber - cortometraggio (1914)

- The Little Sister - cortometraggio (1914)
- The Boob's Legacy, regia di Robert Z. Leonard - cortometraggio (1914)
- Olaf Erickson, Boss (1914)
- The Decision (1914)
- White Roses (1914)
- The Master Key, regia di Robert Z. Leonard - serial (1914)
- His Uncle's Will (1914)
- Mavis of the Glen, regia di Robert Z. Leonard - cortometraggio (1915)
- Shattered Memories, regia di Robert Z. Leonard - cortometraggio (1915)
- The Silent Command, regia di Robert Z. Leonard (1915)
- A Boob's Romance, regia di Robert Z. Leonard - cortometraggio (1915)

- Jewel, regia di Phillips Smalley e Lois Weber (1915)

- The Heart of a Show Girl, regia di William Worthington - cortometraggio (1916)

- Il trombettiere d'Algeri (The Bugler of Algiers), regia di Rupert Julian (1916)
- Her Soul's Inspiration, regia di Jack Conway (1917)
- Polly Redhead, regia di Jack Conway (1917)
- The Spotted Lily, regia di Harry Solter (1917)
- My Little Boy , regia di Elsie Jane Wilson (1917)
- Which Woman?, regia di Tod Browning e Harry A. Pollard (1918)
- New Love for Old, regia di Elsie Jane Wilson (1918)
- L'amaro tè del generale Yen (The Bitter Tea of General Yen), regia di Frank Capra (1933)